# David Gónzalez Plata
David Gónzalez Plata (Badajoz, España, 28 de mayo de 1991), conocido deportivamente como Nono, es un futbolista español que juega como centrocampista en el Korona Kielce de la Ekstraklasa.

## Trayectoria
Se formó la cantera del Rayo Vallecano, llegando a debutar con el primer equipo en Segunda División en la temporada 2009-10.
En 2014 firmó con el UCAM Murcia C. F. tras una campaña con el filial de la U. D. Almería.
En julio de 2019 aterrizó en el Extremadura U. D. después de haber jugado dos años en la A. D. Alcorcón una vez abandonó el equipo universitario. En septiembre de 2020 se comprometió con el C. D. Tenerife, donde estuvo hasta el 31 de agosto de 2021 para marcharse la U. D. Ibiza.
El 8 de diciembre de 2022, estando sin equipo tras haber abandonado Ibiza en septiembre, firmó por el Korona Kielce polaco.

## Clubes
| Club               | País    | Año       |
| ------------------ | ------- | --------- |
| Rayo Vallecano "B" | España  | 2010-2013 |
| U. D. Almería "B"  | España  | 2013-2014 |
| UCAM Murcia C. F.  | España  | 2014-2017 |
| A. D. Alcorcón     | España  | 2017-2019 |
| Extremadura U. D.  | España  | 2019-2020 |
| C. D. Tenerife     | España  | 2020-2021 |
| U. D. Ibiza        | España  | 2021-2022 |
| Korona Kielce      | Polonia | 2023-     |